# Modisimus coeruleolineatus
Modisimus coeruleolineatus är en spindelart som beskrevs av Alexander Petrunkevitch 1929. Modisimus coeruleolineatus ingår i släktet Modisimus och familjen dallerspindlar.
Artens utbredningsområde är Puerto Rico. Inga underarter finns listade i Catalogue of Life.